# 그레그 브릭
그레그 브릭(Greg Bryk, 1972년 ~ )은 캐나다의 배우이다.

## 출연 작품
- 코드 8 - 마커스 서트클리프 역
- 마이 스파이 - 마르케스 역